# Hugh Mason
Hugh Mason (Tattershall, 1878 - Newcastle upon Tyne, 1928) was een Brits constructeur en motorcoureur. 
Hugh Mason werd geboren als zoon van een notaris in Tattershall. Een deel van zijn opleiding kreeg hij op het Elizabeth College in Guernsey. Hij ging echter werken in de scheepsmotorenbouw en werd leerling draaier bij de North East Marine Engineering Co Ltd in Walsall. Daar trouwde hij in 1899. 
In Walsall ontmoette hij de succesvolle wielrenner Jack Hall die daar fietsenmaker was. Samen bouwden ze vanaf 1906 hun eerste motorfietsen met inbouwmotoren van Minerva, De Dion, MMC en andere merken. Deze machines kregen de merknaam HM (Hugh Mason), maar het bleef grotendeels bij prototypen, waarvan er maar weinig verkocht werden. 
Hugh Mason begon aan zijn motorsportcarrière. In 1911 en 1912 startte hij met Matchless-motorfietsen in de TT van Man. In 1912 begonnen Sir William Angus, Sanderson & Co. Ltd in Newcastle upon Tyne hun eigen motorfietsmerk NUT (Newcastle Upon Tyne). Ze trokken Hall en Mason aan vanwege hun technische kennis, maar Mason werd ook manager, testrijder en coureur voor het merk. In 1913 won Mason de Junior TT op het eiland Man, maar ook de 350cc-race op Brooklands, het Scottish Lightweight Championship, de Brooklands zes uren race en de Brooklands Ten Mile Solo Scratch Race. Op Brooklands reed hij ook langeafstandsrecords met een 350cc-NUT. 
Toen de Eerste Wereldoorlog uitbrak moest NUT de motorfietsproductie staken omdat de fabriek nodig was voor de productie van granaathulzen. Na de oorlog wilde Mason de motorfietsproductie weer opstarten, maar de raad van bestuur van Angus, Sanderson Ltd. belette hem dat. Zij wilden zich meer richten op luxe toermotorfietsen. In 1920 trok men zelfs alle investeringen in motorfietsen in om auto's te gaan bouwen. De motorfietstak van NUT ging failliet. 
Mason startte met steun van Robert Ellis de productie zelf weer op aan de overkant van de Tyne. De bedrijfsnaam werd nu Hugh Mason & Co Ltd, NUT Works, Derwenthaugh. Hij ging sportieve modellen maken met zware en snelle JAP-motoren. In 1923 verbrak hij zijn banden met NUT. Hij had altijd goede relaties gehad met de broers Harry en Charlie Collier, de eigenaren van Matchless, die hem in dat jaar nog een machine gaven waarmee hij - 45 jaar oud - nog een keer in de TT van Man startte. 

## Overlijden
In 1928 vertrok Hugh Mason voor een proefrit met een motorfiets waarmee hij de volgende dat aan een gymkana wilde deelnemen. Hij werd door onbekende oorzaak van zijn machine geworpen en overleed aan de gevolgen van een schedelfractuur. Hij was 50 jaar oud. 

## De Junior TT van 1913
Tijdens de trainingen op maandag 2 juni kwam Mason in de beruchte, dichte mist op de Mountain Section ten val. Hij lag enige tijd bewusteloos op de grond, tot hij door Harry en Charlie Collier (in die tijd zelf nog succesvolle coureurs) gevonden werd. Hij werd afgevoerd naar Nobles Hospital in Douglas, waar hij de tijd tot de start van de race op woensdag grotendeels slapend doorbracht. 
De Junior TT en de Senior TT reden alleen in dit jaar hun races in twee delen. Op woensdag 4 juni reed de Junior twee ronden en de Senior drie ronden. Op vrijdag 6 juni werden beide klassen samengevoegd voor een race over vier ronden. Op woensdag was Mason bepaald nog niet fit. Hij startte bij de interval-start als twaalfde, maar viel al na enkele kilometer bij Quarterbridge. Hij stapte echter weer op en voor Ramsey had hij alle elf voor hem gestarte coureurs al ingehaald. Hij had echter zware hoofdpijn en werd steeds zieker. Hij had zelfs al rijdend overgegeven. In elk geval had hij zijn twee ronden van de eerste racedag als een van de snelsten voltooid, maar hij moest terug naar het ziekenhuis om opnieuw op krachten te komen.
Op vrijdag was Mason nog steeds ziek. Hij startte toch en pas in de derde ronde werd hem in Ramsey verteld dat hij een minuut achterstand op de leider had. Mason was boos omdat hem dat niet eerder verteld was, maar zijn team had geaarzeld omdat ze niet wilde dat hij zich - ziek als hij was - zou inspannen. Dat deed Mason nu echter wel en hij won de race in een totaaltijd (over zes ronden) van vijf uur, 8 minuten en 34 seconden. Zijn vriend en teamgenoot Robert Ellis werd achtste. Mason verklaarde na de race dat hij wist dat hij kon winnen omdat hij de snelste machine had. Hij had echter - zelfs tijdens het rijden - moeite om wakker te blijven en wilde steeds gaan slapen zodra hij van zijn motorfiets af was gestapt. Overigens had hij de Junior TT van 1912 gemist door een ongeval op de dag voor de race. Op vrijdag was hij echter fit genoeg om voor Matchless in de Senior TT te starten. 

## Isle of Man TT resultaten
| Jaar | Klasse    | Motorfiets | Plaats |                          | Winnaar |
| ---- | --------- | ---------- | ------ | ------------------------ | ------- |
| 1911 | Senior TT | Matchless  | 5e     | Oliver Godfrey, Indian   |         |
| 1912 | Junior TT | NUT        | DNS    | Harry Bashall, Douglas   |         |
| 1912 | Senior TT | Matchless  | DNF    | Frank A. Applebee, Scott |         |
| 1913 | Junior TT | NUT        | 1e     | Hugh Mason, NUT          |         |
| 1914 | Junior TT | NUT        | DNF    | Eric Williams, AJS       |         |
| 1914 | Senior TT | NUT        | 7e     | Cyril Pullin, Rudge      |         |
| 1923 | Junior TT | Matchless  | DNF    | Stanley Woods, Cotton    |         |